# جان کاتز، اولین بارون کاتز
جان کاتز، اولین بارون کاتز (انگلیسی: John Cutts, 1st Baron Cutts؛ ۱۶۶۱ – ۲۵ ژانویه ۱۷۰۷) فرد نظامی اهل انگلستان بود.